# 1986-os labdarúgó-világbajnokság-selejtező (CONMEBOL)
Az 1986-os labdarúgó-világbajnokság selejtezőjének CONMEBOL-zónájában összesen 10 nemzet versenyzett a 4 helyért. A 10 csapatot három csoportra, egy négy és két három tagúra osztották, ahol oda-visszavágós rendszerben megmérkőztek egymással. A három csoportgyőztes kijutott az 1986-os világbajnokságra, a csoportok második helyezettjei és az 1. csoport 3. helyezettje pedig bejutott a rájátszásba, ahol egyenes kieséses rendszerben döntöttek a negyedik kijutó helyről. 

## Csoportkör

### 1. csoport
| Hely. | Csapat    | M | Gy | D | V | G+ | G– | Gk  | P | Továbbjutás                          |  | Argentína | Peru | Kolumbia | Venezuela |
| ----- | --------- | - | -- | - | - | -- | -- | --- | - | ------------------------------------ |  | --------- | ---- | -------- | --------- |
| 1.    | Argentína | 6 | 4  | 1 | 1 | 12 | 6  | +6  | 9 | Kijutott az 1986-os világbajnokságra |  | —         | 2–2  | 1–0      | 3–0       |
| 2.    | Peru      | 6 | 3  | 2 | 1 | 8  | 4  | +4  | 8 | Bejutott a rájátszásba               |  | 1–0       | —    | 0–0      | 4–1       |
| 3.    | Kolumbia  | 6 | 2  | 2 | 2 | 6  | 6  | 0   | 6 | Bejutott a rájátszásba               |  | 1–3       | 1–0  | —        | 2–0       |
| 4.    | Venezuela | 6 | 0  | 1 | 5 | 5  | 15 | −10 | 1 |                                      |  | 2–3       | 0–1  | 2–2      | —         |

| 1985. május 26. |

| Kolumbia   | 1–0         | Peru |
| ---------- | ----------- | ---- |
| Prince 26' | Jegyzőkönyv |      |

| Estadio El Campín, Bogotá Nézőszám: 53 000 Játékvezető: Luis Barrancos (bolíviai) |

| 1985. május 26. |

| Venezuela             | 2–3         | Argentína                      |
| --------------------- | ----------- | ------------------------------ |
| Torres 8' Márquez 58' | Jegyzőkönyv | Maradona 2' 57' Passarella 42' |

| Estadio Polideportivo de Pueblo Nuevo, San Cristóbal Nézőszám: 30 000 Játékvezető: Juan Daniel Cardellino (uruguayi) |

| 1985. június 2. |

| Kolumbia   | 1–3         | Argentína                       |
| ---------- | ----------- | ------------------------------- |
| Prince 61' | Jegyzőkönyv | Pasculli 43' 68' Burruchaga 85' |

| Estadio El Campín, Bogotá Nézőszám: 58 000 Játékvezető: Arnaldo Coelho (brazil) |

| 1985. június 2. |

| Venezuela | 0–1         | Peru      |
| --------- | ----------- | --------- |
|           | Jegyzőkönyv | Uribe 78' |

| Estadio Polideportivo de Pueblo Nuevo, San Cristóbal Nézőszám: 19 000 Játékvezető: Jorge Orellana Vimos (ecuadori) |

| 1985. június 9. |

| Peru | 0–0         | Kolumbia |
| ---- | ----------- | -------- |
|      | Jegyzőkönyv |          |

| Estadio Nacional, Lima Nézőszám: 40 000 Játékvezető: Juan Daniel Cardellino (uruguayi) |

| 1985. június 9. |

| Argentína                          | 3–0         | Venezuela |
| ---------------------------------- | ----------- | --------- |
| Russo 27' Clausen 88' Maradona 90' | Jegyzőkönyv |           |

| Estadio Monumental, Buenos Aires Nézőszám: 35 000 Játékvezető: Gastón Castro (chilei) |

| 1985. június 16. |

| Peru                                            | 4–1         | Venezuela  |
| ----------------------------------------------- | ----------- | ---------- |
| Navarro 15' Barbadillo 20' Hirano 80' Cueto 82' | Jegyzőkönyv | Febles 29' |

| Estadio Nacional, Lima Nézőszám: 10 327 Játékvezető: Luis Carlos Ferreira (brazil) |

| 1985. június 16. |

| Argentína   | 1–0         | Kolumbia |
| ----------- | ----------- | -------- |
| Valdano 25' | Jegyzőkönyv |          |

| Estadio Monumental, Buenos Aires Nézőszám: 40 000 Játékvezető: Gabriel González (paraguayi) |

| 1985. június 23. |

| Venezuela          | 2–2         | Kolumbia                         |
| ------------------ | ----------- | -------------------------------- |
| Cedeño 6' Añor 64' | Jegyzőkönyv | Ortiz 16' Herrera 50' (11-esből) |

| Estadio Polideportivo de Pueblo Nuevo, San Cristóbal Nézőszám: 30 000 Játékvezető: Ramón Barreto (uruguayi) |

| 1985. június 23. |

| Peru       | 1–0         | Argentína |
| ---------- | ----------- | --------- |
| Oblitas 8' | Jegyzőkönyv |           |

| Estadio Nacional, Lima Nézőszám: 45 000 Játékvezető: Hernán Silva (chilei) |

| 1985. június 30. |

| Kolumbia                           | 2–0         | Venezuela |
| ---------------------------------- | ----------- | --------- |
| Córdoba 15' Herrera 28' (11-esből) | Jegyzőkönyv |           |

| Estadio El Campín, Bogotá Nézőszám: 35 000 Játékvezető: Victor Vasquez Sanchez (chilei) |

| 1985. június 30. |

| Argentína               | 2–2         | Peru                         |
| ----------------------- | ----------- | ---------------------------- |
| Pasculli 12' Gareca 81' | Jegyzőkönyv | Velásquez 23' Barbadillo 39' |

| Estadio Monumental, Buenos Aires Nézőszám: 65 457 Játékvezető: Romualdo Arppi Filho (brazil) |

### 2. csoport
| Hely. | Csapat  | M | Gy | D | V | G+ | G– | Gk | P | Továbbjutás                          |  | Uruguay | Chile | Ecuador |
| ----- | ------- | - | -- | - | - | -- | -- | -- | - | ------------------------------------ |  | ------- | ----- | ------- |
| 1.    | Uruguay | 4 | 3  | 0 | 1 | 6  | 4  | +2 | 6 | Kijutott az 1986-os világbajnokságra |  | —       | 2–1   | 2–1     |
| 2.    | Chile   | 4 | 2  | 1 | 1 | 10 | 5  | +5 | 5 | Bejutott a rájátszásba               |  | 2–0     | —     | 6–2     |
| 3.    | Ecuador | 4 | 0  | 1 | 3 | 4  | 11 | −7 | 1 |                                      |  | 0–2     | 1–1   | —       |

| 1985. március 3. |

| Ecuador                  | 1–1         | Chile        |
| ------------------------ | ----------- | ------------ |
| Maldonado 43' (11-esből) | Jegyzőkönyv | Letelier 31' |

| Estadio Olímpico Atahualpa, Quito Nézőszám: 50 000 Játékvezető: José Roberto Wright (brazil) |

| 1985. március 10. |

| Uruguay                | 2–1         | Ecuador  |
| ---------------------- | ----------- | -------- |
| Aguilera 32' Ramos 90' | Jegyzőkönyv | Cuvi 54' |

| Estadio Centenario, Montevideo Nézőszám: 60 000 Játékvezető: Edison Pérez Núñez (perui) |

| 1985. március 17. |

| Chile                                                | 6–2         | Ecuador         |
| ---------------------------------------------------- | ----------- | --------------- |
| Puebla 21' Caszely 29' 40' Hisis 34' Aravena 51' 89' | Jegyzőkönyv | Baldeón 23' 37' |

| Estadio Nacional, Santiago Nézőszám: 75 000 Játékvezető: Orazio Di Rosa Giunta (venezuelai) |

| 1985. március 24. |

| Chile                 | 2–0         | Uruguay |
| --------------------- | ----------- | ------- |
| Rubio 28' Aravena 53' | Jegyzőkönyv |         |

| Estadio Nacional, Santiago Nézőszám: 80 000 Játékvezető: Jesús Díaz (kolumbiai) |

| 1985. március 31. |

| Ecuador | 0–2         | Uruguay                       |
| ------- | ----------- | ----------------------------- |
|         | Jegyzőkönyv | Saralegui 70' Francescoli 87' |

| Estadio Olímpico Atahualpa, Quito Nézőszám: 45 000 Játékvezető: Juan Escobar Veldez (paraguayi) |

| 1985. április 7. |

| Uruguay                         | 2–1         | Chile                  |
| ------------------------------- | ----------- | ---------------------- |
| Batista 9' Ramos 60' (11-esből) | Jegyzőkönyv | Aravena 29' (11-esből) |

| Estadio Centenario, Montevideo Nézőszám: 75 000 Játékvezető: Carlos Espósito (argentin) |

### 3. csoport
| Hely. | Csapat   | M | Gy | D | V | G+ | G– | Gk | P | Továbbjutás                          |  | Brazília | Paraguay | Bolívia |
| ----- | -------- | - | -- | - | - | -- | -- | -- | - | ------------------------------------ |  | -------- | -------- | ------- |
| 1.    | Brazília | 4 | 3  | 0 | 1 | 6  | 4  | +2 | 6 | Kijutott az 1986-os világbajnokságra |  | —        | 2–1      | 2–1     |
| 2.    | Paraguay | 4 | 2  | 1 | 1 | 10 | 5  | +5 | 5 | Bejutott a rájátszásba               |  | 2–0      | —        | 6–2     |
| 3.    | Bolívia  | 4 | 0  | 1 | 3 | 4  | 11 | −7 | 1 |                                      |  | 0–2      | 1–1      | —       |

| 1985. május 26. |

| Bolívia  | 1–1         | Paraguay  |
| -------- | ----------- | --------- |
| Rojas 9' | Jegyzőkönyv | Nunes 82' |

| Estadio Ramón Tahuichi Aguilera, Santa Cruz Nézőszám: 20 000 Játékvezető: Elías Jácome (ecuadori) |

| 1985. június 2. |

| Bolívia | 0–2         | Brazília                        |
| ------- | ----------- | ------------------------------- |
|         | Jegyzőkönyv | Casagrande 56' Noro 59' (öngól) |

| Estadio Ramón Tahuichi Aguilera, Santa Cruz Nézőszám: 24 900 Játékvezető: Jorge Romero (argentin) |

| 1985. június 9. |

| Paraguay                           | 3–0         | Bolívia |
| ---------------------------------- | ----------- | ------- |
| Mendoza 17' Jacquet 34' Romero 48' | Jegyzőkönyv |         |

| Estadio Defensores del Chaco, Asunción Nézőszám: 40 000 Játékvezető: Gilberto Aristízabal (kolumbiai) |

| 1985. június 16. |

| Paraguay | 0–2         | Brazília                |
| -------- | ----------- | ----------------------- |
|          | Jegyzőkönyv | Casagrande 26' Zico 69' |

| Estadio Defensores del Chaco, Asunción Nézőszám: 55 000 Játékvezető: Gastón Castro (chilei) |

| 1985. június 23. |

| Brazília     | 1–1         | Paraguay   |
| ------------ | ----------- | ---------- |
| Sócrates 25' | Jegyzőkönyv | Romero 40' |

| Maracanã Stadion, Rio de Janeiro Nézőszám: 139 923 Játékvezető: José Luis Martínez (uruguayi) |

| 1985. június 30. |

| Brazília   | 1–1         | Bolívia     |
| ---------- | ----------- | ----------- |
| Careca 19' | Jegyzőkönyv | Sánchez 74' |

| Morumbi Stadion, São Paulo Nézőszám: 90 709 Játékvezető: Enrique Labo Revoredo (perui) |

## Rájátszás

### Első forduló
| 1. csapat | Össz.Tooltip Aggregate score | 2. csapat | 1. mérk. | 2. mérk. |
| --------- | ---------------------------- | --------- | -------- | -------- |
| Paraguay  | 4–2                          | Kolumbia  | 3–0      | 1–2      |
| Chile     | 5–2                          | Peru      | 4–2      | 1–0      |

| 1985. október 27. |

| Paraguay                                    | 3–0         | Kolumbia |
| ------------------------------------------- | ----------- | -------- |
| Hicks 15' Romero 70' (11-esből) Cabañas 79' | Jegyzőkönyv |          |

| Estadio Defensores del Chaco, Asunción Nézőszám: 40 000 Játékvezető: Carlos Espósito (argentin) |

| 1985. november 3. |

| Kolumbia             | 2–1         | Paraguay     |
| -------------------- | ----------- | ------------ |
| Angulo 66' Ortiz 88' | Jegyzőkönyv | Ferreira 57' |

| Estadio Olímpico Pascual Guerrero, Cali Nézőszám: 6000 Játékvezető: José Roberto Wright (brazil) |

Paraguay 4–2-es összesítésben bejutott a második fordulóba.
| 1985. október 27. |

| Chile                                        | 4–2         | Peru            |
| -------------------------------------------- | ----------- | --------------- |
| Aravena 6' 64' (11-esből) Rubio 8' Hisis 15' | Jegyzőkönyv | Navarro 45' 76' |

| Estadio Nacional, Santiago Nézőszám: 40 340 Játékvezető: José Luis Martínez (uruguayi) |

| 1985. november 3. |

| Peru | 0–1         | Chile       |
| ---- | ----------- | ----------- |
|      | Jegyzőkönyv | Aravena 64' |

| Estadio Nacional, Lima Nézőszám: 42 244 Játékvezető: Arnaldo Coelho (brazil) |

Chile 5–2-es összesítésben bejutott a második fordulóba. 

### Második forduló
| 1. csapat | Össz.Tooltip Aggregate score | 2. csapat | 1. mérk. | 2. mérk. |
| --------- | ---------------------------- | --------- | -------- | -------- |
| Paraguay  | 5–2                          | Chile     | 3–0      | 2–2      |

| 1985. november 10. |

| Paraguay                                   | 3–0         | Chile |
| ------------------------------------------ | ----------- | ----- |
| Cabañas 9' Delgado 46' Garrido 85' (öngól) | Jegyzőkönyv |       |

| Estadio Defensores del Chaco, Asunción Nézőszám: 60 000 Játékvezető: Arnaldo Coelho (brazil) |

| 1985. november 17. |

| Chile               | 2–2         | Paraguay                 |
| ------------------- | ----------- | ------------------------ |
| Rubio 13' Muñoz 80' | Jegyzőkönyv | Schettina 22' Romero 39' |

| Estadio Nacional, Santiago Nézőszám: 62 000 Játékvezető: Juan Daniel Cardellino (uruguayi) |

Paraguay 5–2-es összesítésben kijutott a világbajnokságra.

## Kijutott csapatok
Az alábbi négy csapat jutott ki a CONMEBOL-zónából az 1986-os labdarúgó-világbajnokságra.
| Csapat    | Kijutás              | Kijutás dátuma     | Korábbi részvételek a világbajnokságon1                                              |
| --------- | -------------------- | ------------------ | ------------------------------------------------------------------------------------ |
| Argentína | 1. csoport győztese  | 1985. június 30.   | 8 (1930, 1934, 1958, 1962, 1966, 1974, 1978, 1982)                                   |
| Uruguay   | 2. csoport győztese  | 1985. április 7.   | 7 (1930, 1950, 1954, 1962, 1966, 1970, 1974)                                         |
| Brazília  | 3. csoport győztese  | 1985. június 30.   | 12 (összes) (1930, 1934, 1938, 1950, 1954, 1958, 1962, 1966, 1970, 1974, 1978, 1982) |
| Paraguay  | A rájátszás győztese | 1985. november 17. | 3 (1930, 1950, 1958)                                                                 |

1 Félkövérrel az adott év világbajnokai vannak jelölve. Dőlt betűvel az adott év rendezői kerültek feltüntetésre.